# Anthony Collins (Philosoph)

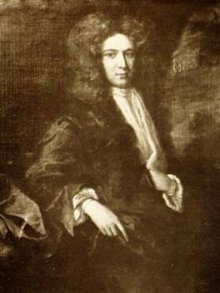
Anthony Collins (zeitgenössisches Porträt)

Anthony Collins (* 21. Junijul. / 1. Juli 1676greg. in Heston; † 13. Dezemberjul. / 24. Dezember 1729greg. in London) war ein englischer Philosoph der frühen Aufklärung und Zeitgenosse John Lockes, mit dem er eine enge Freundschaft pflegte. Als bedeutender Vertreter des Materialismus, Determinismus und Deismus gehörte er zu den einflussreichsten Freidenkern seiner Zeit.

## Leben
Anthony Collins wurde am 1. Juli 1676 in Heston, Middlesex, in eine Familie juristischer Tradition hineingeboren. Seine schulische Ausbildung begann er am Eton College, bevor er am King's College in Cambridge studierte – unter der Betreuung von Francis Hare (1671–1740). Obwohl er sein Studium in Cambridge nicht abschloss, begann er am 24. November 1694 ein Jurastudium an der Middle Temple, einer der angesehenen Inns of Court in London.
Im Jahre 1698 heiratete er Martha Child (1676–1703), die Tochter des Londoner Kaufmanns und Bürgermeisters Sir Francis Child (1642–1713). Aus dieser Ehe gingen drei Kinder hervor; Martha Child verstarb bereits 1703. Dank dieser Verbindung sowie eines von seinem Vater geerbten Anwesens in Essex verfügte Collins über beträchtliche finanzielle Mittel, die es ihm ermöglichten, sich intensiv seinen philosophischen Studien zu widmen.
Eine für sein Denken prägende Begegnung war die Freundschaft mit John Locke, die 1703 begann und bis zu Lockes Tod im folgenden Jahr andauerte. Locke schätzte Collins’ intellektuelle Fähigkeiten derart, dass er ihn als seinen „würdigen Nachfolger“ bezeichnete und ihm die Verwaltung seines philosophischen Nachlasses anvertraute. 1720 gab Collins unter der Leitung von Pierre Desmaiseaux eine Sammlung von Lockes nachgelassenen Werken heraus.
Collins war ein leidenschaftlicher Bibliophil und unterhielt eine umfangreiche private Forschungsbibliothek, die er Gelehrten großzügig zur Verfügung stellte – selbst seinen Kritikern, denen er half, Argumente gegen seine eigenen Positionen zu entwickeln.
Ab 1715 ließ sich Collins in Great Baddow (Essex) nieder, wo er als Vize-Leutnant (deputy lieutenant) und später als Schatzmeister für Essex tätig war. In der Lokalverwaltung zeichnete er sich durch seine Integrität aus und engagierte sich in der Whig-Partei. 1724 heiratete er in zweiter Ehe Elisabeth.
Spirituell bekannte sich Collins zum Deismus, einer Form des Monotheismus, die zwar an die Existenz Gottes glaubt, jedoch auf die Idee eines intervenierenden, missionarisch handelnden Gottes verzichtet. Für ihn war Unwissenheit der Nährboden des Atheismus, während freies Denken den Weg zur geistigen Befreiung eröffnete. Da er seine Werke zunächst anonym veröffentlichte, geriet er – insbesondere aus klerikaler Richtung – in heftige Kontroversen. Zu seinen intellektuellen Gegnern zählten unter anderem William Whiston, Bischof Benjamin Hoadly (1676–1761), Samuel Clarke, Thomas Sherlock (1678–1761) und Richard Bentley.
Der zunehmende Druck seiner Widersacher zwang Collins mehrfach, in die Republik der Sieben Vereinigten Provinzen (Niederlande) zu fliehen. Unbeirrt von der teils scharfen Kritik blieb er seinen Grundsätzen treu und forderte die Befreiung des Denkens von allen dogmatischen Beschränkungen. Zudem setzte er sich für das Recht auf Bildung für alle gesellschaftlichen Schichten ein, da er in Unwissenheit die Quelle gesellschaftlicher Unordnung sah.
Nach dem plötzlichen Tod seines einzigen Sohnes im Dezember 1723 verschlechterte sich Collins’ Gesundheitszustand. Er litt an Gallensteinen und verstarb am 24. Dezember 1729 in London. Er hinterließ seine zweite Frau Elisabeth und zwei Töchter.

## Philosophisches Werk

### Materialismus und Bewusstseinstheorie
Collins entwickelte eine der ersten systematischen Verteidigungen des Materialismus in der englischen Philosophie. In der berühmten Kontroverse mit Samuel Clarke (1707–1708) vertrat er die Auffassung, dass Bewusstsein als emergente Eigenschaft materieller Systeme zu verstehen sei. Dabei griff er John Lockes spekulative Überlegung auf, wonach Gott der Materie die Fähigkeit zu denken verliehen haben könnte, und entwickelte sie systematisch weiter. Seine Theorie der emergenten Eigenschaften und seine Überlegungen zur personalen Identität nahmen wichtige Aspekte moderner philosophischer Diskussionen vorweg.

### Determinismus und Willensfreiheit
In seinem 1717 erschienenen Werk A Philosophical Inquiry Concerning Human Liberty legte Collins eine der frühesten Verteidigungen des Determinismus dar. Er argumentierte, dass alle menschlichen Handlungen durch vorangegangene Ursachen vollständig bestimmt seien, wobei er insbesondere den Einfluss von Vergnügen und Schmerz auf menschliches Handeln betonte. Dennoch hielt er moralische Verantwortlichkeit für möglich, da Menschen durch Lob und Tadel in ihrem Verhalten beeinflusst werden könnten. Diese Position machte ihn zu einem frühen Vertreter des Kompatibilismus.

### Religionskritik und Freidenkertum
Sein bekanntestes Werk, A Discourse of Free-Thinking (1713), formulierte eine grundlegende Verteidigung des freien Denkens in religiösen Fragen. Collins argumentierte, dass angesichts der Vielzahl widersprüchlicher religiöser Überzeugungen jeder Mensch das Recht und die Pflicht habe, seinen Verstand zur kritischen Prüfung religiöser Wahrheitsansprüche einzusetzen. In A Discourse on the Grounds and Reasons of the Christian Religion (1724) analysierte er biblische Prophezeiungen kritisch und argumentierte gegen die traditionelle christliche Deutung alttestamentlicher Prophezeiungen als Vorhersagen auf Jesus.

### Epistemologie und Vernunftkritik
Mit An Essay Concerning the Use of Reason (1707) entwickelte Collins eine empiristische Erkenntnistheorie in der Tradition Lockes. Er argumentierte, dass sämtliche Erkenntnis auf der Wahrnehmung und der rationalen Verarbeitung von Sinneseindrücken beruhen müsse und lehnte religiöse Mysterien und Offenbarungen, die sich dem menschlichen Verstand entziehen, als unvernünftig ab.

## Wirkung und Rezeption

### Einfluss in England
Zu Lebzeiten wurde Collins in England vor allem als kontroverser Religionskritiker wahrgenommen. Seine materialistischen und deterministischen Positionen wurden hauptsächlich durch die Kritik von Denkern wie Samuel Clarke diskutiert. Erst später würdigte Joseph Priestley seine philosophische Bedeutung und sorgte für eine Neuauflage seines Werks zum Determinismus.

### Einfluss auf dem Kontinent
Auf dem europäischen Kontinent – besonders in Frankreich – fanden Collins’ Werke breite Beachtung. Durch die Übersetzungen und Vermittlung seines langjährigen Freundes Pierre Desmaiseaux wurden seine Schriften in den französischen Aufklärungskreisen intensiv rezipiert. Seine Argumente zum Determinismus beeinflussten Voltaire, und die französischen Materialisten um Paul Henri Thiry d'Holbach griffen seine religionskritischen und materialistischen Ideen auf. Sein Discourse on Free-thinking wurde bereits 1714 von Hendrik Scheurleer und Jean Rousset de Missy ins Französische übersetzt.

## Historische Bedeutung
Collins’ Bedeutung für die Philosophiegeschichte liegt in dreifacher Hinsicht: Zum einen entwickelte er eine der ersten systematischen Verteidigungen des Materialismus, wobei seine Ansichten zum Bewusstsein als emergente Eigenschaft materieller Systeme wesentliche Aspekte moderner Diskussionen vorwegnahmen. Zum anderen leistete er mit seiner Verteidigung des Determinismus einen bedeutenden Beitrag zur Debatte über Willensfreiheit und moralische Verantwortlichkeit. Schließlich trug seine konsequente Verteidigung des freien Denkens maßgeblich zur Entwicklung einer rationalen Religionskritik bei. Durch die Verbindung empiristischer Methodologie mit einer naturalistischen Ontologie beeinflusste er nachhaltig die weitere Entwicklung der europäischen Aufklärungsphilosophie.

## Werke
- Essay concerning the Use of Reason in Propositions the Evidence whereof depends on Human Testimony (1707).
- Priestcraft in Perfection (1709).
- Vindication of the Divine Attributes (1710). Digitalisat archive.org
- A Discourse on Free-thinking (1713). Digitalisat 1 in der Google-Buchsuche,  Digitalisat 2 in der Google-Buchsuche.
- A Discourse on the Grounds and Reasons of the Christian Religion (1724).